# Списък на реките в Канзас
Списъкът на реките в Канзас включва основните реки и потоци, които текат в щата Канзас, Съединените американски щати.
Територията на щата попада изцяло във водосборния басейн на река Мисисипи. Най-големите реки в щата са Канзас и Арканзас.

## Списък по речни системи
Мисури (ляв приток на Мисисипи)
- Мисури
  - Осейдж (Мисури)
    - Литъл Осейдж
      - Марматон
      - Мараяс дес Сайнс

  - Канзас
    - Биг Блу Ривър
      - Литъл Блу Ривър

    - Рипъбликън
      - Сапа Крийк
        - Бийвър Крийк

      - Саут Форк Рипъбликън

    - Смоуки Хил
      - Соломон
        - Норд Форк Соломон
          - Боу Крийк

        - Саут Форк Соломон

      - Сейлин
        - Биг Крийк

Арканзас
- Арканзас
  - Неошо
    - Котънууд Ривър

  - Вердигрис
  - Симарън
  - Солт Форк Арканзас
    - Чикаския
    - Медисин Лодж

  - Уолнът Ривър
  - Литъл Арканзас
  - Поуни
  - Уолнът Крийк

## По азбучен ред
- Арканзас
- Биг Блу Ривър
- Биг Крийк
- Бийвър Крийк
- Боу Крийк
- Вердигрис
- Канзас
- Котънууд Ривър
- Литъл Арканзас
- Литъл Блу Ривър
- Литъл Осейдж
- Марайс дес Сайнс
- Марматон
- Медисин Лодж
- Мисури
- Неошо
- Норд Форк Соломон
- Поуни
- Рипъбликън
- Сапа Крийк
- Саут Форк Рипъбликън
- Саут Форк Соломон
- Сейлин
- Симарън
- Смоуки Хил
- Соломон
- Солт Форк Арканзас
- Уолнут Крийк
- Уолнут Ривър